# Halon
Halon és un riu de l'Índia a Madhya Pradesh. Neix a 22° 06′ N, 81° 05′ E / 22.100°N,81.083°E, a uns 12 km al sud del Chilpighat i les muntanyes Maikal. Corre en direcció nord per uns 90 km passant pels districtes de Balaghat i Mandla, i desaigua al Burhner.